# Kuupik Kleist
Jakob Edvard Kuupik Kleist (Qullissat, 31 de marzo de 1958) es un político socialista groenlandés y quinto primer ministro de Groenlandia desde el 2009 hasta el 2013.
Hijo de un telegrafista danés y de madre inuit, Kleist fue criado por sus tíos. Asistió a la escuela primaria en 1966-1972 y a la escuela secundaria en Sisimiut hasta 1975. Cuando tenía 11 años fue enviado a Dinamarca, asistiendo a la Escuela Estatak Birkerod en Dinamarca a partir de los años 1975-1978. En 1983 recibió un diploma en trabajo social de la Universidad Central de Roskilde. Impartió clases de periodismo en Nuuk desde 1988 hasta 1991. 
En 1996, Kleist fue nombrado Director de la Oficina de Relaciones Exteriores del Gobierno Autónomo de Groenlandia, fue miembro del Parlamento Danés a partir del 20 de noviembre de 2001 hasta el 13 de noviembre de 2007, en representación de su partido Inuit Ataqatigiit, el primero que gobernará la isla como Territorio Autónomo.
Si bien el acuerdo de libre norma ha sido referido a un posible paso hacia la independencia total de Dinamarca, la administración Kleist espera centrarse, además de en la  independencia, en temas sociales, tales como el alcoholismo, la violencia doméstica y una alta tasa de suicidios.
| Predecesor: Hans Enoksen | Primer ministro de Groenlandia 2009-2013 | Sucesor: Aleqa Hammond |

- Datos: Q317400
- Multimedia: Kuupik Kleist / Q317400